# 布德·斯藩塞

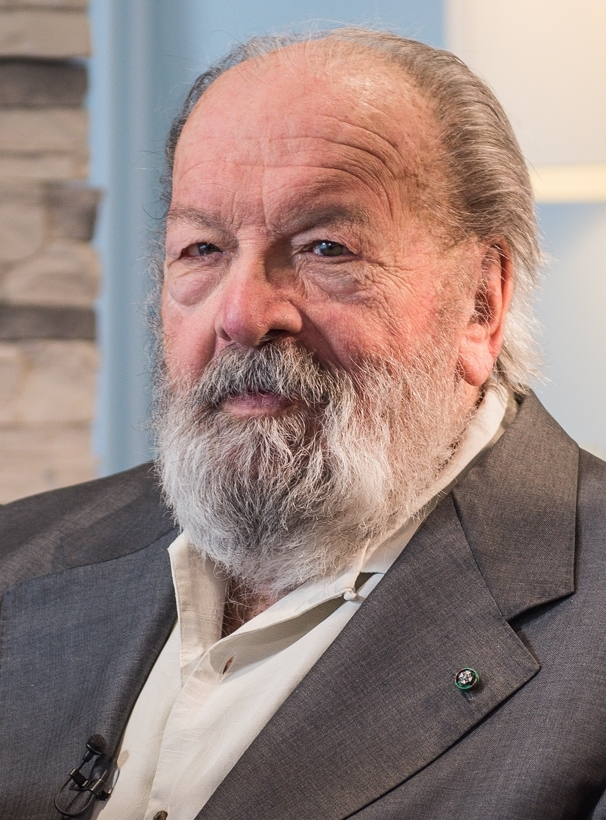
2015年时的斯藩塞

布德·斯藩塞（英語：Bud Spencer；1929年10月31日—2016年6月27日），原名为卡洛·佩代尔索利（義大利語：Carlo Pedersoli），是一位意大利演员、游泳运动员和水球运动员。他和他长期合作伙伴特伦斯·希尔以动作喜剧片中的角色而出名。两人“获得了世界范围内的声誉并吸引了百万观众到电影院里”。斯藩塞和希尔一起演出、制作并导演了二十多部电影。
斯藩塞在年轻的时候是一位出色的游泳运动员。他获得了法学学位，并注册过几项专利。斯藩塞也是一位注册商用飞行师及直升机驾驶员。他曾支持并资助过包括斯藩塞奖学金基金会在内的多个儿童慈善机构。 